# Uggerslev Kirke
Uggerslev Kirke er en kirke i landsbyen Uggerslev, nær Otterup på Fyn. Den er kirke for Uggerslev Sogn. Kirken er grundlagt i 1100-tallet, men nævnt første gang i kilderne (implicit) 1447, da dens sognepræst "Mattes i Wgersløff" vidnede på Skam Herredsting. Under landehjælpe 1524-26 bidrog kirken med den lave takst på 10 mark.
Fra tiden efter reformationen 1536 er kirken bedst belyst i kilderne til de uoverensstemmelser, den havde med naboerne på Uggeslevgård, Hans Norby og Anne Oldeland. 1561 måtte kancelliet beordre Hans Norby, der også var kirkeværge, til at genåbne kirken, som han havde forment sognepræsten adgang til. 1566 befalede kancelliet, at Anne Oldeland skulle fratages nøglen til kirken, fordi også hun havde låst sognepræsten ude og flere gange forstyrret gudstjenesten, så menigheden havde været nødt til at forlade kirken. 1590 noterede biskop Jacob Madsen, at der var 18 tiendeydere i sognet, der derved var blandt de mest beskedne i Skam Herred.
Kirken var ejet af Kronen fra reformationen og indtil 1698, da den blev tilskødet amtmand Erik Steensen. 1699 solgte han den til Odenses borgmester, Jens Christensen Schouboe til Margård. Uggerslev Kirke lå til Margård frem til 1783, da Joachim Godske Moltke til Egebjerggård og Kørup erhvervede den sammen med Bederslev Kirke, men allerede året efter solgte Moltke den til grevskabet Gyldensteen, der ejede kirken frem til overgangen til selveje 1. august 1909.
Kirken havde Bederslev som annekskirke indtil Joachim Godske Moltke erhvervede begge og 1784 fik tilladelse til at lade Uggerslev have Nørre Højrup Kirke som annekskirke. Dette blev realiseret 1789.

## Bygning
Kirken er en romansk kampestensbyning, der oprindelig har omfattet et 13 m langt skib og et 7 m langt kor. Af bygningen er langmurene og korets østgavl bevarede, mens den romanske vestgavl blev nedrevet, da skibet i 1400-tallet blev forlænget, fik hvælv og tilføjet et våbenhus på skibets nordside. Det er muligt, at de senmiddelalderlige byggearbejder også opfattede et tårn, men det blev aldrig bygget. I stedet fik kirken sit lille tårn 1754.

## Kalkmalerier
På skibets nordvæg er 1977 afdækket et kalkmaleri fra o. 1475. Det viser tre scener af Lidelseshistorien, der er komponeret som et forløb fra vest mod øst: Tilfangetagelsen, Jesus for Pilatus og Korsvandringen. Malerierne er typiske for 1400-tallets slutning, men kan ikke knyttes til noget specifikt kalkmalerværksted.

## Inventar
Kirkens ældste inventarstykke er døbefonten, en såkaldt Fabeldyrsfont af Gotlandsk sandsten fra 1300-tallets anden halvdel. Alterbordet rummer også middelalderlige rester, men dets østligste del er blevet borthugget, og resten skjules af renæssancepaneler. I det middelalderlige bord er bevaret et relikviegemme. Endelig er der bevaret et senmiddelalderligt krucifiks, der nu indgår i Ebbe Lehn Petersens alterprydelse fra 1977. Dåbsfadet blev skænket 1702 af kirkeejer Jens Christensen Schouboe, men er et Nürnbergfad fra 1500-tallet.
Omkring 1600 blev kirken nyindrettet med blandt andet alterstager skænket 1595 af kirkeværgerne og sognepræsten Niels Muus. Han var også involveret i anskaffelsen af den store renæssanceprædikestol 1603, der er en typisk arkadefont med planteornamenter i storfelterne, fremspringende hjørnefag med tredobbelte søjler og indskrifter på latin. De nævnte alterbordspaneler er omtrent samtidige med dette, ligesom de mange bevarede paneler, der indgår i stoleværket og er opsat langs væggene skal være kommet til på denne tid og nok stammer fra både skriftestole og herskabsstole. Ifølge ældre oplysninger var et af panelerne dateret 1605 eller 1609, mens Hans Norbys herskabsstol er dateret 1615.
Klokkerne er skænket af beboere på Uggerslevgård: Maren Norby gav en klokke støbt af Berent Bodemann, Lübeck, 1620, mens Hans Oldeland skænkede Lauritz Jensens klokke 1653. Alterkalken er tilskrevet guldsmed Simon Matthiesen, Odense; det er dog kun skaftet, der er originalt, da foden blev fornyet i 1700-tallet og bægret sidenhen er erstattet af et større.
Fra kirkens ældre altertavle er bevaret den produktive, fynske kirkekunstner Christoffer Fabers altermaleri forestillende Bønnen i Getsemane Have og malet 1863.

## Gravminder
Af ældre gravsten er blot bevaret to, den ene lagt omkring 1605(?) over barnet Karen Hansdatter, mens den anden er en rigt udsmykket gravsten lagt 1800 over Anna Møller. Desuden er der sat to mindekranse af sølv 1896 og 1911 over lærer Iver Johan Ryberg Wiibroe og over Jørgen og Anne Hansen, der skænkede kirken et orgel 1906.

## Eksterne kilder og henvisninger
- Wikimedia Commons har flere filer relateret til Uggerslev Kirke
- Uggerslev Kirke hos KortTilKirken.dk